# Othresypna caliginosa
Othresypna caliginosa är en fjärilsart som beskrevs av Walker 1865. Othresypna caliginosa ingår i släktet Othresypna och familjen nattflyn. Inga underarter finns listade i Catalogue of Life.